# Данкерс, Оскарс
О́скарс Е́кабс Да́нкерс (латыш. Oskars Jēkabs Dankers; 26 марта 1883, Ирлавская волость, Курляндская губерния,  Российская империя — 11 апреля 1965, Гранд-Рапидс, Мичиган, США) — латвийский генерал, офицер Российской императорской армии, латвийский военачальник в период независимости Латвии. В годы германской оккупации с 1941 по 1944 годы возглавлял оккупационную администрацию Латвии, так называемое Латвийское самоуправление в рамках генерального округа Латвия, входившего в состав рейхскомиссариата Остланд.

## Биография

### Ранние годы
Родился в половине седьмого вечера 14 (26) марта 1883 г. в семье священника Карла Данкера и его жены Доротеи в местечке Ирлава близ Тукумса. В свидетельстве о рождении записан как Оскар Якоб Данкер.
Учился в Александровской гимназии в Митаве, в 1902 г. окончил там же реальное училище.
После окончания училища поступил на военную службу, служил в 180-м пехотном полку в Митаве. В 1906 г. окончил военное училище в Вильно и перешёл на службу в 197-й пехотный Лесной полк в Гельсингфорсе. Штабс-капитан (1913).

### Деятельность во время Первой мировой и Гражданской войн
В годы Первой мировой войны был офицером русской армии. Служил в 197-м пехотном полку. За время боевых действий был несколько раз ранен и контужен, удостоен нескольких орденов, в том числе Святой Анны 4-й степени "За храбрость" (30 января 1916 г.) Чин подполковника Данкерсу был присвоен 4 февраля 1916 года. Через два месяца попал в плен к австрийцам. После освобождения жил в Гельсинфорсе.
С 1918 г.— офицер в немецком экспедиционном корпусе генерала фон дер Гольца. С мая 1919 г. служил в латвийской армии. В годы военных потрясений Оскарса Данкерса попеременно назначали на пост командующего рядом армейских подразделений: самым известным из них был 7-й Сигулдский полк, вверенный ему в 1919 году. В этом же году, в октябре, Данкерс становится командиром Нижнекурземского военного округа. Во главе войск этого округа ему удалось отразить наступление войск армии Бермондта-Авалова на Лиепаю. После реорганизации войск округа в Земгальскую дивизию стал её первым командиром. Командовал дивизией в боях против большевиков на Латгальском фронте.

### Деятельность в межвоенный период
После окончательного провозглашения независимой Латвии и созыва Учредительного собрания в 1920 году Данкерс, как офицер Вооружённых сил Российской империи принял деятельное участие в формировании Латвийских национальных вооружённых сил. Довольно длительное время Данкерс занимал должность командира Земгальской дивизии — с 1919 по 1932 год. В конце 1932 года верховное армейское руководство принимает решение о переводе Данкерса в Генштаб. В 1933 году принял командование Первой Курземской дивизией и являлся её командиром по декабрь 1939 года, когда уволился из армии по состоянию здоровья.

### Эмиграция в Германию
После ввода советских войск вместе с семьёй выехал в Германию 21 июня 1940 года. Незадолго до начала Великой Отечественной войны личность отставного беглого командира вызвала интерес у полузаконспирированной тогда ещё «Службы Розенберга», позже переименованной в Министерство по делам восточных оккупированных территорий, подведомственное бессменному идеологу германского нацизма Альфреду Розенбергу. Сотрудники по связям Восточного министерства вышли на контакт с Оскарсом Данкерсом в начале июня 1941 года.

### Интриги в среде коллаборационистов
Ставка ведомства Розенберга на Данкерса входила в некоторое противоречие с планами верховного командования вермахта (ОКВ), которому больше импонировала персона бывшего военного атташе Латвийской Республики в Германии полковника Александра Пленснера, который также заручился поддержкой абвера в плане перспектив сотрудничества с нацистами на территории уже заведомо оккупированной Латвии. Вместе с тем о кандидатуре Данкерса вспомнили уже после вторжения в Советский Союз, когда перед германским военным командованием (гражданская администрация ещё не могла нести ответственность за область, поскольку Латвия на раннем этапе войны входила в тыловую зону) встал вопрос о выборе между двумя самопровозглашёнными по горячим следам коллаборационистскими правительствами — Центральным Комитетом освобождённой Латвии под управлением полковника Крейшманиса и Временным административным советом, во главе которого встал экс-министр транспорта Эйнсберг. Данкерс казался нейтральной кандидатурой для высших чинов вермахта, поскольку они получили директиву из Рейха не вступать в сношения с местными наспех сформированными органами власти. В планы немцев входило создание марионеточного «Совета доверенных лиц», однако на начальном этапе шансы Данкерса возглавить его казались призрачными, поскольку полковник Пленснер пользовался расположением начальника верховного командования вермахта фон Рока, но уже очень скоро обстоятельства изменились в благоприятную для Данкерса сторону. Представитель Восточного министерства Клейст, уполномоченный Розенбергом вести переговоры с фон Роком о формировании «совета», выразил недовольство вхождением в состав «совета» сторонников политика Валдманиса, которого немцы считали неблагонадёжным, а вскоре подполковник Деглавс, соратник Пленснера, испытав разочарование от новой власти, покончил жизнь самоубийством. По причине этих событий Пленснер предпочёл отойти в тень и распустил совет, и борьба за власть в оккупированной Латвии вышла на новый этап.
Теперь уже группировка Валдманиса и перконкрустовцы начали оспаривать друг у друга честь участвовать в «правительстве», подконтрольном немецким распорядителям. В этих условиях Данкерса расценивали как наиболее приемлемого кандидата на пост главы нового совета, так как он не принадлежал ни к одной из противоборствовавших групп. 21 августа 1941 года после долгих прений и сомнений Клейст убедил фон Рока сделать выбор в пользу Данкерса, назначив его главой Латвийского самоуправления. В его обязанности входило рассмотрение вопросов, связанных с кадрами, поиска политически благонадёжных людей, ориентированных на сотрудничество с нацистами, на которых германская администрация могла бы положиться. Для того, чтобы задобрить аппетиты перконкрустовцев, Клейст распорядился привлечь к деятельности самоуправления Андерсона (одного из членов Перконкруста). Данкерс в итоге получил важнейший пост генерал-директора, ответственного за внутренние дела и подбор кадров.

### Перестановки в «самоуправлении»
В марте 1942 года в результате интриг А. Валдманиса, неудовлетворённого положением дел (хоть он и получил неплохой пост директора по вопросам юстиции), разыгралась борьба в рамках Латвийского Самоуправления за формально высшие посты. 20 марта Валдманис и его соратники подали прошение о выходе из состава самоуправления, что побудило генерального комиссара Отто Дрекслера высказать мнение о Данкерсе как о человеке, который «проявлял недостаточно инициативы, не имел собственного мнения и недостаточно разбирался в административных делах». Было созвано заседание, на котором настоящие правители комиссариата намеревались переизбрать директоров самоуправления. Тем не менее шеф зипо в Латвии Ланге высказался резко против кандидатуры Валдманиса, который обладал слишком яркой политической харизмой, так что даже Данкерс вынужден был во многом подчиняться директору юстиции. Нацисты не были заинтересованы в сильной политической фигуре местного «разлива», поэтому положение Валдманиса оказалось шатким. Однако хотя и Клейст неприязненно относился к Валдманису, в его защиту высказался Лозе, поэтому Данкерс в конце концов поставил свою подпись под списком новых генеральных директоров, предложенных ему Дрекслером. Таким образом, Валдманис вошёл в состав генерального директората. Конечный состав Латвийского Самоуправления был сформирован 25 марта 1942 года, и Данкерс продолжил отвечать за внутренние вопросы и кадровую политику. Неофициально же именно Данкерс исполнял роль «Первого генерального директора», как его иногда в кулуарах именовали немецкие администраторы, хотя формально пост председателя самоуправления для Латвии не был предусмотрен, в отличие от Эстонии и Литвы.

### Особенности политики
Вскоре перед руководителями Остланда остро встал вопрос о необходимости формирования национальных легионов СС. Поэтому 3 ноября 1942 года немецкой стороной было инициировано совещание, на котором высший руководитель СС и полиции в Латвии Вальтер Шрёдер обратился к Данкерсу с полупросьбой-полутребованием написать обращение к Еккельну, в котором был бы высказан совет побыстрее приступить к формированию Латышского легиона СС. Данкерс совместно с Валдманисом осмелились осторожно выразить свои чаяния о политической автономии края в качестве условия для формирования легиона и начала мобилизации в него добровольцев. Данкерс говорил о том, что за предоставление максимально широкой «суверенности» Латвии Валдманис готов был обеспечить мобилизацию 100000 человек, которые подверглись бы отправке на советско-германский фронт. И в дальнейшем Данкерс в переговорах с Дрекслером по этому щекотливому вопросу постоянно намекал на то, что количество добровольцев, мобилизованных в ещё не существовавший легион, прямо зависит от наступления срока провозглашения независимости Латвии. В конце концов, когда легион уже был благополучно сформирован, Данкерс продолжал шантажировать вышестоящие инстанции, постоянно напирая на необходимость независимости. Но в итоге и он, и Бангерский ставили свои подписи под новыми документами о мобилизации. Иногда латвийские «самоуправители» заранее по конфиденциальным каналам оповещались о скором проведении мобилизации. В частности, в начале ноября Гитлер объявил о начале широкомасштабной мобилизации в Прибалтике 10 призывных возрастов (1915-1924 гг. рождения), а Данкерс публично объявил об этом ещё аж 11 октября 1943 года. Позже на совещании 16 ноября фюрер скорректировал свои запросы, сказав о том, что от Латвии ожидается 20000 мобилизованных. Дрекслер должен был приняться за психологическую обработку Данкерса, ознакомив его с пожеланием фюрера. В ответ Данкерс выразил осторожное согласие с планами верхушки относительно пополнения легиона СС, однако опять заговорил о встречных условиях проведения второго этапа мобилизации: как всегда, провозглашение государственной независимости Латвийской Республики и передача латвийской полиции под полный контроль самоуправления, робко ссылаясь на обещания, данные Гиммлером при личном посещении Риги. Дрекслер не дал Данкерсу окончательного ответа в личной беседе, но под вечер этого же дня, 9 ноября, отправил ему письмо, в котором уполномочил гендиректора на проведение ряда мобилизационных процедур, полностью проигнорировав выдвинутые Данкерсом условия. Стало понятно, что о независимости не приходится мечтать, а вот послушно и безвозмездно заниматься поставкой «пушечного мяса» на Восточный фронт для «латания дыр» придётся. И угроза господина Данкерса уйти всем составом в отставку не возымела должного воздействия на «непроницаемого» Дрекслера.

### Выступление в день независимости
В этом отношении показательны слова из выступления Данкерса 18 ноября 1943 года по случаю дня независимости:
 Латвийский красно-бело-красный флаг в боях завоёвывает своё место под солнцем... Под этим знаменем латышские легионеры идут в бой против большевизма... Мы намерены честно исполнить свой солдатский долг, твёрдо веря в свободную Латвию и в сообщество свободных народов... Благодаря нашим усилиям и нашим жертвам Латвия снова станет равноправным членом европейского сообщества народов.

### Крах ожиданий
В скором времени функции Данкерса сузились ещё больше по мере неудач нацистской Германии на фронтах войны, а администраторы в категоричной и оскорбительной форме требовали претворения в жизнь мобилизационных мер. В то же время Данкерс и Бангерский выторговали у Еккельна разрешение на угон на работы в Германию населения из приграничных с Россией зон, так как становилось ясно, что через несколько месяцев линия фронта сместится, и это население могло бы быть освобождено Красной армией. Еккельн великодушно дал «добро», хотя подобных требований при акциях 1942–43 по массовому угону латышей на принудительный труд от Данкерса зафиксировано не было.

### Окончательный проигрыш
После вступления в Латвию советских войск Данкерс с рядом товарищей по самоуправлению во второй раз в жизни эмигрировал в Германию, тем самым повторив судьбу многих латышских коллаборационистов, спасшихся от советского правосудия (Валдманис, Бангерский и другие). Там в экстренном порядке Данкерсу и части сотрудников его директората, принявших решение бежать вместе с ним, было объявлено о роспуске Латвийского самоуправления, которое утратило актуальность в условиях продвижения частей Красной армии вглубь Прибалтики. Таким образом, немецкие администраторы больше не испытывали необходимости в местном органе власти, и все коллаборационисты были отстранены от управления.
В 1945 году Данкерс был интернирован американцами. На время следствия 22 месяца содержался под стражей, давал показания на Нюрнбергском процессе. После освобождения проживал в городке Мюльдорф (Германия). В 1957 году переехал в США. Там он и скончался в 1965 году.

## Награды
- Военный орден Лачплесиса 2-й и 3-й степеней[5]
- Орден Трёх звёзд 1-й и 2-й степеней
- Крест Заслуг айзсаргов[6]
- почётный знак Красного креста[7]
- Знак благодарности «Свастика» организации скаутов[8] (латыш. Latvijas skautu pateicības zīme «Svastika»)
- эстонский орден Орла 2-й степени[9]
- Медаль в память 10-летия независимости Литвы[10]
- Орден «Polonia Restituta» 2-й степени
- Финский Орден Белой Розы
- Орден Германского Орла
- Ордена Святого Станислава 2-й и 3-й степеней
- Ордена Святой Анны 2-й, 3-й и 4-й степеней
- Крест Военных заслуг (Германия) 1-й и 2-й степеней (Kriegsverdienstkreuz  (нем.))